# Cerrena
Cerrena là một chi nấm thuộc họ Polyporaceae.